# David Goldar Gómez
David Goldar Gómez (Portas, Pontevedra, 15 de setembre de 1994), és un futbolista professional gallec que juga com a central al Pafos FC.

## Trajectòria
Format en la pedrera del Celta, va arribar a debutar amb el primer equip a primera divisió el 3 de maig de 2013 contra el CA Osasuna.
Al 2016, va abandonar el RC Celta de Vigo, fitxant per la SD Ponferradina, i debutant amb el club del Bierzo el 25 de setembre de 2016 en la victòria del seu equip per 3-2 contra l'Arandina CF.
El 15 de juny de 2017 fitxa pel Pontevedra CF i un any més tard per la UE Cornellà. En abdues temporades va aconseguir el lloc de titular i, conseqüentent, va fer que clubs grans de la categoria s'hi fixessin. Així doncs, l'estiu del 2019 el Club Gimnàstic va oficialitzar la seva arribada al club tarragoní.
Finalitzada la temporada 2019-2020, fitxa per la UE Eivissa. Durant la temporada 2020-2021 van aconseguir l'ascens a Segona divisió espanyola de futbol, primera vegada que l'equip assoleix aquesta categoria.

## Vida personal
El juny de 2021, Goldar va ser cridat com a testimoni per al judici del seu antic company d'equip del Celta Santi Mina, que va ser acusat d'agressions sexuals durant les seves vacances a Mojácar quatre anys abans. El març següent va ser jutjat com a presumpte còmplice d'aquest últim, i fou absolt, mentre Mina va ser condemnat a presó durant quatre anys.